# My Little Pony: Дівчата з Еквестрії
My Little Pony: Дівчата з Еквестрії (англ. My Little Pony: Equestria Girls — «Мій маленький поні: Еквестрійські дівчата») — американсько-канадський повнометражний мультфільм, що являє собою спіноф популярного мультсеріалу My Little Pony: Дружба — це диво франшизи My Little Pony.
Прем'єра мультфільму відбулася 15 липня 2013 року на кінофестивалі у Лос-Анджелесі, а 16 липня розпочався обмежений кінопрокат у деяких кінотеатрах США та Канади. Випуск фільму був приурочений до 30-ї річниці бренду My Little Pony.
Дія мультфільму відбувається після подій фіналу 3-го сезону мультсеріалу My Little Pony: Дружба — це диво, розповідаючи про пригоди нещодавно коронованої принцеси Твайлайт Спаркл у паралельному «людському» світі, в якому вона перетворюється на дівчину-підлітка та намагається повернути свою вкрадену корону.

## Сюжет
Твайлайт Спаркл прибуває до Кристальної Імперії на свій перший Саміт Принцес. Проте в ніч перед Самітом Сансет Шиммер викрадає корону  — потужний магічний артефакт, що підтримує гармонію в усьому краї. Слідуючи за крадієм, Твайлайт зі своїм дракончиком Спайком опиняється у паралельному світі, де вона перетворюється на дівчину-підлітка та потрапляє до старшої школи. Тут вона зустрічає п'ятьох дівчат, що є точнісінькими двійниками її друзів із Понівіля: Флатершай, Пінкі Пай, Еплджек, Рейнбоу Деш та Реріті, які допомагають Твайлайт пристосуватися до нового світу. Твайлайт має відвоювати свою корону на шкільному Осінньому балі. Проте Сансет Шиммер будь-якими способами намагається виставити Твайлайт посміховиськом перед усією школою, щоб вона не отримала підтримки учнів на Осінньому балі. Але віддані друзі допомагають   Твайлайт виплутатися з неприємностей, що завдавала їй Сансет, а також укріплюють дружбу між собою. Врешті-решт, Сансет Шиммер вдалося заволодіти короною, але сила дружби Твайлайт, Флатершай, Пінкі Пай, Еплджек, Рейнбоу Деш та Реріті здолала Сансет Шиммер. Після перемоги Твайлайт та Спайк повернулися до Еквестрії, а Сансет Шиммер залишили на поруки новим друзям Твайлайт.

## Саундтрек
Деніел Інґрем написав для мультфільму шість пісень у стилі поп-рок. У написанні тексту пісень також взяла участь сценаристка мультфільму Меган МакКарті.
1. "This Strange World" — Твайлайт Спаркл
2. "Equestria Girls" — Твайлайт Спаркл, Еплджек, Флатершай, Пінкі Пай, Рейнбоу Деш, Реріті
3. "Time to Come Together" — Твайлайт Спаркл, Еплджек, Флатершай, Пінкі Пай, Рейнбоу Деш, Реріті
4. "This Is Our Big Night" — Твайлайт Спаркл, Еплджек, Флатершай, Пінкі Пай, Рейнбоу Деш, Реріті
5. "This Is Our Big Night (Reprise)" — Твайлайт Спаркл, Еплджек, Флатершай, Пінкі Пай, Рейнбоу Деш, Реріті
6. "Credits Song: A Friend for Life" — виконує Джерріка Сантос / Jerrica Santos

Музику до мультфільму написав композитор Вільям Андерсон, взявши за основу стиль музики з мультсеріалу Дружба — це диво, та додавши до неї деякі елементи треш-року.

## Акторський склад
- Тара Стронг — Твайлайт Спаркл
- Ешлі Болл — Рейнбоу Деш, Еплджек
- Андреа Лібман — Пінкі Пай, Флатершай
- Табіта Сен-Жермен — Реріті, Принцеса Луна/Завуч Луна, місіс Кейк
- Кеті Візлак — Спайк
- Ребека Шойкет — Сансет Шиммер
- Ніколь Олівер — Принцеса Селестія/Директор Селестія, міс Черілі
- Вінсент Тонг — Флеш Сентрі
- Бріт МакКілліп — Принцеса Каденс
- Лі Токар - Сніпс
- Річад Ян Кокс — Снейлз
- Мішель Кребер - Епл Блум
- Мадлен Пітерс — Скуталу
- Клер Корлетт — Світі Бель
- Пітер Нью — Великий Макінтош
- Кетлін Барр — Тріксі

## Показ в Україні
Прем'єра мультфільму в Україні відбулася 12 січня 2014 року на телеканалі «ПлюсПлюс». Фільм перекладено та озвучено студією «Майстер-Відео» на замовлення телеканалу «ПлюсПлюс».
Ролі дублювали:
- Наталя Романько-Кисельова — диктор, Твайлайт Спаркл, Пінкі Пай, Флатершай, Епл Блум, Скуталу, Тріксі, інші
- Анастасія Жарнікова-Зіновенко — Рейнбоу Деш, Еплджек, Реріті, Спайк, Принцеса Луна/Завуч Луна, Сніпс, Снейлз, Світі Бель, інші
- Олена Бліннікова — Сансет Шиммер, Принцеса Селестія/Директор Селестія, Принцеса Каденс, міс Черілі, інші
- Ярослав Чорненький — Флеш Сентрі, Великий Макінтош, інші